# Buntingford
Buntingford es una parroquia civil y un villa del distrito de East Hertfordshire, en el condado de Hertfordshire (Inglaterra).

## Geografía
Según la Oficina Nacional de Estadística británica, Buntingford tiene una superficie de 5,93 km².

## Demografía
Según el censo de 2001, Buntingford tenía 4820 habitantes (48,92% varones, 51,08% mujeres) y una densidad de población de 812,82 hab/km². El 21,93% eran menores de 16 años, el 72,24% tenían entre 16 y 74, y el 5,83% eran mayores de 74. La media de edad era de 38,24 años. Del total de habitantes con 16 o más años, el 22% estaban solteros, el 63,14% casados, y el 14,86% divorciados o viudos.
El 96,12% de los habitantes eran originarios del Reino Unido. El resto de países europeos englobaban al 1,54% de la población, mientras que el 2,34% había nacido en cualquier otro lugar. Según su grupo étnico, el 98,3% eran blancos, el 0,68% mestizos, el 0,71% asiáticos, el 0,08% negros, el 0,15% chinos, y el 0,08% de cualquier otro. El cristianismo era profesado por el 75,77%, el budismo por el 0,12%, el hinduismo por el 0,21%, el judaísmo por el 0,19%, el islam por el 0,33%, el sijismo por el 0,1%, y cualquier otra religión por el 0,25%. El 15,73% no eran religiosos y el 7,3% no marcaron ninguna opción en el censo.
Había 1886 hogares con residentes, 31 vacíos, y 3 eran alojamientos vacacionales o segundas residencias.